# Ed Brubaker
Ed Brubaker, född 17 november 1966 i Bethesda, Maryland, är en amerikansk serieskapare och författare. Han är mest känd för att ha skrivit verk med titlar som Batman, Daredevil, Captain America, Iron Fist, Catwoman, Gotham Central, Sleeper, Uncanny X-Men och X-Men: Deadly Genesis.